# Frontera entre Afganistán y Pakistán
La frontera entre Afganistán y Pakistán es el lindero que separa los territorios del Emirato Islámico de Afganistán y de la República Islámica de Pakistán. Tiene 2670 km de longitud siendo la frontera más larga de Afganistán.

## Historia

Mapa de 1980 con los principales grupos étnico-lingüísticos en Pakistán y en sus áreas cercanas: pastún (verde), baluchis (rosa), punyabí (café o castaño) y sindhi (amarillo).

Luego de empatar en dos guerras contra los afganos (El Gran Juego y primera guerra anglo-afgana), el 12 de noviembre de 1893 los británicos forzaron al emir Abdur Rahman Khan del entonces Reino de Afganistán a firmar un acuerdo para establecer la frontera entre su país y la colonia de la India británica. Por medio del tratado, el emir de Afganistán se garantizaba un salario anual y suministro de armas por parte de los ingleses, a cambio de la cesión de una franja sudoriental del país al Reino Unido de forma definitiva.
La frontera fue trazada preliminarmente mediante la Línea Durand, que recibe su nombre gracias a Mortimer Durand, el secretario para los asuntos extranjeros del gobierno regional de la India británica. Se trata de una línea de unos 2430 km de longitud.
Pakistán se independizó en 1947, pero ambos países nunca firmaron un acuerdo sobre su frontera común. Los sucesivos gobiernos afganos han negado desde 1947 toda la legitimidad a esta frontera, que divide la numerosa comunidad étnica pastún, y de esta manera ambos países tienen una disputa territorial que empaña continuamente sus relaciones diplomáticas.
El 84% de la línea sigue por puntos notables del relieve (ríos o crestas). El trazado del 16% restante está formado por segmentos en línea recta y fue demarcado entre 1894 y 1895, y también está en los mapas a escala 1:50000 hechos por los soviéticos tras la invasión soviética de Afganistán en 1980.
La frontera la cruzan constantemente de manera ilegal tropas del ejército de Afganistán, que tienen bases secretas en la nación pakistaní. Tras el restablecimiento del Talibán en 2021, Pakistán ha levantado 388 fuertes a lo largo de la frontera, completando la construcción de 819 kilómetros de valla.

## Conflicto fronterizo
El 13 de mayo de 2007 se creó un conflicto entre los ejércitos de Afganistán y Pakistán. El conflicto se debe a pruebas de Pakistán de establecer unas construcciones militares en el este de Afganistán. El general Zahir Azimi, el portavoz del Ministerio de Defensa de Afganistán, durante una rueda de prensa dijo que bajo la presión de las tropas de Pakistán los militares afganos fueron obligados a retirarse.
El conflicto aún sigue desarrollándose en 2011.
El 5 de mayo de 2017 tropas afganas atacaron al poblado pakistaní de Chaman ante el cierre de la frontera por parte de Pakistán, la escaramuza dejó como saldo en total 10 civiles muertos y un centenar de muertos.